# Halenchus mediterraneus
Halenchus mediterraneus är en rundmaskart. Halenchus mediterraneus ingår i släktet Halenchus och familjen Neotylenchidae. Inga underarter finns listade i Catalogue of Life.